# 李寶蘭
李寶蘭，IDS，香港廉政公署前署理執行處首長，人們多稱她為香港廉政公署「女神探」。2016年7月，她被取消署任後，就主動辭職；她離開香港廉政公署後，隨即出任國際顧問公司Berkeley Research Group（BRG）。
後來，民主黨林卓廷和公民黨郭榮鏗覺得李寶蘭被取消署任，有可疑，於立法會動議成立專責委員會，主動調查廉署高層人事變動的原因，有24位非建制派議員投票支持通過議案。立法會議員認為該事件已經嚴重影響了香港廉政公署的公信力，而且涉及重大公眾利益，所以要調查李寶蘭被取消署任的原因，瞭解當中是否涉及有香港高官濫權、違法行為等。